# 2-es villamos (Debrecen, 1956)
A debreceni 2-es jelzésű villamos a Nagyállomás és a Kisállomás közlekedett. A vonalat a DHV üzemeltette.

## Története
1956. április 1. és 1956. április 30. között működött a Főpályaudvart az 5-ös villamossal összekötő vonal a MÁV Pályaudvar - Raktár utca - Salétrom utca - Nyugati utca - Bethlen G. tér (Segner tér) útvonalon. Emellett 1958-ban újra megkísérelték a vonalat újraindítani, de érdektelenség miatt megszüntették.

## Útvonala
A Főpályaudvartól (a mai Nagyállomástól) indult, majd a Salétrom utcán át jutott el a Baromfi-vásártérig (a mai Nyugati utcáig), és a Kisállomásnál (a mai Segner térnél) fejezte be az útját.
A 90-es években a Kisállomás megszűnésével a vonal utolsó nyomai is eltűntek. Ezen a vonalon ma az 5-ös trolibusz közlekedik.

## Kapcsolata más vonalakkal
- Ugyanezen nyomvonalon járt a Debrecen-Nyírbátori HÉV (annak betétjáratának is tekinthető volt)
- A Főpályaudvarnál találkozott az 1-es villamossal.
- A Baromfi-vásártérnél közvetlen kapcsolattal rendelkezett az 5-ös villamossal.